# 偽幻覚
偽幻覚（ぎげんかく、pseudohallucination）または仮性幻覚（かせいげんかく）とは、幻覚とみなされるほど鮮明な不随意の感覚経験であるが、本人はそれは現実ではないと認識しているもののことである。それに対し、精神障害の結果として起こる、本人がそれは現実であると認識してしまう幻覚を真性幻覚（しんせいげんかく、true hallucination）という。真性幻覚は、そこにはない何かを見たり、聞いたり、嗅いだり、味わったり、感じたりしたときに、それが現実であるという説得力のある感覚や思考を伴って起こる幻覚であるが、偽幻覚は、本人がそれは現実ではないとして認識するものである。つまり、真性幻覚が「現実」として認識されるのに対して、偽幻覚は「幻覚」として認識されるということである。
偽幻覚という用語は、ドイツの精神科医フリードリヒ・ヴィルヘルム・ハーゲンによって導入されたものと見られている。 ハーゲンは、1868年に出版した著書"Zur Theorie der Halluzination"（幻覚の理論について）で、この用語を「幻覚または感覚的な誤り」と定義している。
偽幻覚という用語は、ロシアの精神科医ヴィクトル・カンディンスキーによってさらに探求された。彼の著作""О псевдогаллюцинациях""（偽幻覚について）の中で、彼は偽幻覚を「その性質と鮮明さに関しては幻覚に似た主観的な知覚であるが、客観的な現実性がないためにそれらとは異なるもの」と定義し、彼の精神病的経験を記述している。
この用語は曖昧であると考えられているため、精神医学や医学の分野では広く使われておらず、その代わりに「非精神病性幻覚」(nonpsychotic hallucination)という用語が好まれる。
さらに、偽幻覚とパラ幻覚(parahallucinations)を区別することもある。後者は末梢神経系の損傷の結果起こるものである。
これらは、2000年のDSM-IV-TRでは、転換性障害の可能性のある症状とみなされている。2013年のDSM-5では、この定義は削除された。